# فریبرز رئیس‌دانا
فریبرز رئیس‌دانا (زاده ۲۹ دی ۱۳۲۳ در تهران – درگذشته ۲۶ اسفند ۱۳۹۸ در تهران) نویسنده، اقتصاددان سوسیالیست و سندیکالیست، استاد دانشگاه در رشته اقتصاد، کنشگر حقوق بشر، زندانی سیاسی و عضو کانون نویسندگان ایران بود.
رئیس‌دانا اقتصاددانی چپ‌گرا و دانش آموختهٔ مدرسه اقتصاد لندن بود. او علاوه بر کار تخصصی در زمینهٔ پژوهش و تدریس رشتهٔ اقتصاد، به کارهای سیاسی، اجتماعی، ادبی و مطبوعاتی نیز می‌پرداخت. او در جنبش روشنفکری ایران به دموکراسی، عدالت اجتماعی و سوسیالیسم علاقه‌مند بود. رئیس‌دانا نویسنده بیش از پانزده کتاب دربارهٔ مسائل اقتصادی و سیاسی مانند آزادی و سوسیالیسم، اقتصاد سیاسی توسعه و منش روشنفکری بود.

## آغاز زندگی
فریبرز رئیس‌دانا در ۲۹ دی ۱۳۲۳ در تهران زاده شد. اصالت خانوادگی او به روستای ابراهیم‌آباد (بوئین‌زهرا) در دشت قزوین بر می‌گردد. نام خانوادگی او در اصل (رئیس‌دانائی) بود اما ثبت احوال در آن زمان به اشتباه رئیس‌دانا ثبت کرد و فریبرز هم بخاطر زیبا بودن نام رئیس‌دانا، آن را تغییر نداد. پدرش (حاجی خان) دکتر آزمایشگاه در تهران و یکی از خان‌های منطقهٔ بوئین‌زهرا بود و فریبرز، تابستان‌های دوران کودکی را در ابراهیم‌آباد می‌گذراند. او دوران تحصیل را در دبستان مولوی در محله شاپور تهران و دبیرستان حکیم نظامی در محله خانی‌آباد سپری کرد. در تابستان‌های دهات، جایگاه او به عنوان خان‌زاده‌ای تهرانی با زندگی مرفه که حتی در روستا در خانه‌ای آجری زندگی می‌کرد و حمام روستا برایش قُرُق می‌شد در تضاد با وضعیت زندگی، بیماری‌ها، فقر و بدبختی‌های اهالی روستا بود. همین تجربه‌ها نخستین جرقه‌های تفکر و پرسش دربارهٔ نابرابری‌های اجتماعی را در او روشن کرد. به گفتهٔ خودش در مقاله «درسی از قصهٔ بوق حمام»، «از این اختلاف پتانسیل اجتماعی، ناخواسته، نیرویی زیادی ذخیره می‌کردم تا نوبت به پاسخ فراخوان‌های سیاسی زمانه‌ام برسد». او بعدها زمین‌های پدر را به کشاورزان بخشید و وصیت کرد که در امام‌زاده طاهر یا در روستای ابراهیم‌آباد به خاک سپرده شود و سرانجام در روستای اجدادی اش آرام گرفت.

## نوجوانی و جبههٔ ملّی
نوجوانی فریبرز رئیس‌دانا همزمان با نهضت ملی‌شدن نفت و کودتای ۲۸ مرداد بود. او در سال ۱۳۴۰ در ۱۶ سالگی به عضویت جبهه ملی دوم درآمد. فریبرز رئیس‌دانا به دلیل عضویت در سازمان جوانان جبهه ملی ایران بود چند بار بازداشت شد.  رئیس‌دانا به محمد مصدق علاقه و احترام زیادی پیدا کرد. این علاقه و احترام، بعدها نیز با وجود نقد کارهای مصدق ادامه یافت. او شعر «قطعه‌ای آرام، از درون بی‌تاب» را هم در سال ۱۳۴۵ دربارهٔ مصدق سرود. کم‌کم طی دوره دانشگاه و پس از آن، گرایش فکری و سیاسی رئیس‌دانا تغییر کرد.

## دانشگاه و چپ‌گرایی
فریبرز رئیس‌دانا کارشناسی اقتصاد و کارشناسی ارشد این رشته در گرایش اقتصادسنجی را در دانشگاه ملی ایران گذراند. پس از پایان درسش به عنوان مربی آموزشی در دانشگاه ملی مشغول به کار شد و در چند دانشگاه دیگر نیز تدریس کرد؛ تا این که بازداشت و مجبور به خروج از ایران شد. در زمان دانشگاه رئیس‌دانا به چند دلیل از جبههٔ ملی به سمت جریان‌های چپ گروید: تغییر رویکردهای جبههٔ ملی، تحولات فکری، ارتباط با افرادی مانند احمد جلیل‌فشار، حسن ضیاظریفی، و بیژن جزنی در سال‌های دورتر، فضای دانشگاهی در ایران و سپس در خارج از ایران. ساواک او را دستگیر و مدتی زندانی کرد که بعد آزاد شد. او با گذرنامه جعلی به آلمان، ترکیه، بیروت، بلغارستان، و سرانجام به انگلستان رفت.
در انگلستان رشته اقتصاد را در مدرسه اقتصاد لندن خواند. در آن دوره، این دانشگاه، پایگاه دانشجویان چپ‌گرا بود. یکی از استادان رئیس‌دانا به نام آمارتیا سن نظریه‌پرداز اثرگذار مفهوم عدالت اجتماعی در دوران معاصر بود. پایان‌نامه رئیس‌دانا دربارهٔ «مهاجرت کارگران از روستا به شهر در کشورهای توسعه نیافته» بود. او مدتی هم در مدرسه اقتصاد لندن به عنوان استادیار ریاضیات اقتصادی کار کرد و چند دورهٔ تکمیلی از جمله «اقتصاد فناوری» گذراند. همچنین مدتی رشته جمعیت‌شناسی اقتصادی (جامعهٔ کارگری و کشاورزی) را در دانشگاه لندن سیتی خواند اما آن را نیمه‌کاره رها کرد.
رئیس‌دانا در لندن به همکاری با کنفدراسیون جهانی محصلین و دانشجویان ایرانی-اتحادیه ملی و سپس یکی از سازمان‌های چپ‌گرا مشغول شد.در همین دوران با گیتی امامی ازدواج کرد.

## بازگشت به ایران
فریبرز رئیس‌دانا پس از انقلاب ۱۳۵۷ ایران به ایران بازگشت. او در ایران به کارهای دانشگاهی و پژوهشی در رشته اقتصاد و همچنین کنشگری اجتماعی و سیاسی خود ادامه داد. برای نمونه او یکی از اعضای اصلی کانون نویسندگان ایران به‌ویژه در دهه‌های شصت و هفتاد بود و سهم چشمگیری در مبارزه برای آزادی بیان و آزادی رسانه داشت. سوسیالیست‌ها نخستین گروهی بودند که پس از انقلاب ۱۳۵۷ ایران از جبهه ملی جدا شدند. دهه‌های ۶۰، ۷۰ (که خود در لیست قتل‌های زنجیره‌ای بود) و ۸۰ مخصوصاً زمانی که رفیقش ناصر زرافشان ۵ سال اوین بود او لحظه ای سکوت نکرد و تمام تلاشش را برای آگاهی رسانی برای پرونده او و قتل‌ها زنجیره ای کرد.

### احمد شاملو
فریبرز رئیس‌دانا همواره در برگزاری مراسم مهم نقش داشت. از جمله این کارها خاکسپاری احمد شاملو در مرداد ۱۳۷۹ از روبروی بیمارستان ایران‌مهر، و همچنین تلاش برای برگزاری مراسم سالانه سالگرد شاملو در امامزاده طاهر بود که گاه با ممانعت نهادهای امنیتی روبرو می‌شد و گاه همراهی نهادهای رسمی را داشت.

### محمدجعفر پوینده
محمدجعفر پوینده نویسندهٔ قربانی قتل‌های زنجیره‌ای در پاییز ۱۳۷۷ ظهر روزی که ربوده و کشته شد ناهار را با رئیس‌دانا خورده بود. آنها نگران محمد مختاری بودند که به تازگی ناپدید شده بود. پوینده به رئیس‌دانا گفت حس می‌کند تعقیبش می‌کنند. به همین دلیل آنها با هم از دفتر خارج شدند. پایین دفتر با یک سواری مسافرکش مواجه شدند که اصرار داشت آنها را سوار کند. رئیس‌دانا گفته‌است «من به‌خاطر درخواست قبلی از تاکسی تلفنی، از سوار شدن به تاکسی، خودداری کردم. اما احساس می‌کنم سواری به دنبال جعفر پوینده راه افتاد. چند ساعت بعد خبر محمد مختاری پخش شد و به گمانم همان ساعت‌ها نیز جعفر را خفه کرده بودند.»

## استادی دانشگاه
فریبرز رئیس‌دانا مدتی در دانشگاه تهران، شهید بهشتی، علامه طباطبایی و دانشگاه علوم بهزیستی و توانبخشی تهران دعوت به آموزش رشته اقتصاد شد. او استاد راهنما و مشاور چند پایان‌نامه بود. اما جریان غالب و ساختار رسمی با طرز فکر او سازگاری نداشت. همکاری رئیس‌دانا با دانشگاه علوم بهزیستی و توانبخشی بیشتر از همه دوام آورد. در سال ۱۳۷۸ به همراه پرویز پیران و ژاله شادی طلب و سایر استادان، مسئول شورای علمی سمینار «فقر در ایران» شد و سال بعد انتشارات دانشگاه علوم بهزیستی و توانبخشی، مجموعه مقالات این سمینار را در کتاب فقر در ایران منتشر کرد. در سال ۱۳۷۹ رئیس «گروه پژوهشی رفاه اجتماعی» دانشگاه علوم بهزیستی و توانبخشی تهران تأسیس شد. رئیس‌دانا در این گروه آموزشی به پژوهش، آموزش اقتصاد و اقتصاد رفاه و مشاوره و راهنمایی چند پایان‌نامه پرداخت.
فریبرز رئیس‌دانا همچنین رئیس هیئت گروه کارشناسان علمی ماهنامه صنعت حمل‌ونقل بود. رئیس‌دانا در سال‌های ۱۳۸۱ تا ۱۳۸۵ عضو شورای پژوهشی مؤسسه داریوش بود. او در این مؤسسه دربارهٔ اقتصاد مواد مخدر و جنبه‌های دیگر آن با رویکرد انتقادی، پژوهش‌های ارزشمندی انجام داد. او از هنگام آغاز به کار فصلنامه رفاه اجتماعی تا پایان عمر خود از اعضای اصلی تحریریه بود و علاوه بر آن در حوزه‌های فقر، رفاه و آسیب‌های اجتماعی مقاله‌های مهمی در این نشریه نوشت.

## بازداشت و زندان

### ۱۳۹۰
در ۲۰ دسامبر ۲۰۱۰ برابر با ۲۸ آذرماه ۱۳۸۹ رئیس‌دانا در گفتگویی با تلویزیون بی‌بی‌سی فارسی دربارهٔ طرح هدفمندی یارانه‌ها با انتقاد از این سیاست و «نئولیبرالی» خواندن آن گفت: «دولت آقای احمدی‌نژاد از طریق شوک درمانی وارد نشده، از طریق توهّم درمانی وارد شده. یارانه‌ها را در واقع و به تدریج و قطعه‌قطعه حذف کرده‌اند و حالا دارند به جای آنها مقداری پول به حساب مردم می‌ریزند تا از توهّم پولی مردم محروم [سوء]استفاده کنند. دولت‌های هاشمی و خاتمی هم می‌خواستند یارانه‌ها را حذف کنند. اما توان و نیروی نظامی نداشتند. من از یارانه برای طبقات محروم دفاع می‌کنم. اما این جور که یارانه‌ها را قطع کنی و به جای آن پولی بدهی، به رفاه همگانی نمی‌انجامد.» سپس در نیمه شب، رئیس‌دانا در منزل شخصی‌اش بازداشت شد و به مکان نامعلومی انتقال یافت. او یک ماه در بازداشتگاه ۲۰۹ زندان اوین در بازداشت به سر برد. شعبه ۲۸ دادگاه انقلاب اسلامی به ریاست قاضی محمد مقیسه، او را به یک سال زندان تعزیری محکوم کرد.
در متن حکم دادگاه، «عضویت در کانون نویسندگان، صدور بیانیه علیه سانسور، مصاحبه با رسانه‌های بی‌بی‌سی و بخش فارسی صدای آمریکا و متهم کردن جمهوری اسلامی ایران به آزار و تجاوز و شکنجه زندانیان» از دلایل صدور حکم اعلام شده بود. پس از سخنرانی در دانشکده علوم اجتماعی دانشگاه تهران در پشتیبانی از جنبش اشغال وال استریت در ۷ آذر ۱۳۹۰ احضارها و بازجویی‌های او بیشتر شد.

#### واکنش‌ها به دستگیری
انجمن اقتصاددانان خاورمیانه که خود را نهادی بین‌المللی، متشکل از بعضی از اقتصاددانان علاقه‌مند به مسائل خاورمیانه معرفی می‌کند در بیانیه‌ای نوشت: «در حالی که در جوامع دموکراتیک، دانشمندان و دانشگاهیان آزادند و حتی تشویق می‌شوند تا در گفتگو دربارهٔ مسائل مربوط به امور سیاست‌های عمومی مشارکت کنند، رئیس‌دانا به دلیل بیان دیدگاه تخصصی‌اش در مورد وضعیت اقتصادی ایران و سیاست‌های دولت بازداشت شده‌است.» کانون مدافعان حقوق کارگر که رئیس‌دانا یکی از اعضای آن به‌شمار می‌رود در بیانیه‌ای نوشت که دستگیری این اقتصاددان چند ساعت پس از آن صورت گرفت که او اعلام کرد که اجرای هدفمندسازی یارانه‌ها، به معنای «فشردن گلوی کارگران و زحمتکشان و حمله همه‌جانبه به سفره خالی آنان است.» کانون مدافعان حقوق کارگر با اشاره به اینکه بازداشت رئیس‌دانا به منزله تلاش برای ایجاد فضای قبرستانی و اجحاف بر مردم است، خواستار آزادی بی‌قید و شرط و فوری او شد و افزود رئیس‌دانا هیچ جرمی جز بیان خواسته‌های کارگران و زحمتکشان مرتکب نشده‌است.
همچنین ۴۰ استاد ایرانی دانشگاه‌های خارج از کشور با محکوم کردن بازداشت فریبرز رئیس‌دانا، که به گفته آنان، به‌طور پیگیر، سیاست‌های اقتصادی و اجتماعی حکومت اسلامی را به نقد کشیده‌است، نوشتند «دولت محمود احمدی‌نژاد، در برابر بحران روزافزون اقتصادی و سیاسی ایران و در تدارک اجرای سیاست بحث‌انگیز حذف یارانه‌ها، تلاش می‌کند تا منتقدانی همچون رئیس‌دانا را خاموش کند.» آنان خواستار آزادی فوری و بدون قید و شرط رئیس‌دانا و دیگر زندانیان سیاسی و کنشگران مدنی شدند. از جمله امضاکنندگان این بیانیه، یرواند آبراهامیان، سهراب بهداد، رامین جهانبگلو، رضا براهنی، منصور فرهنگ، رضا قریشی، احمد کریمی حکاک، فرهاد خسروخاور، حسن منصور، فرهاد نعمانی و نیره توحیدی هستند. بیش از ۲۳۰ کنشگر سیاسی و مدنی در نامه دیگری از بازداشت رئیس‌دانا انتقاد کردند. از امضاکنندگان این نامه می‌توان به داریوش آشوری، مرتضی محیط، سیروس آرین پور، جمشید اسدی، کمال اطهاری، جلال ایجادی، سعید پیوندی، احمد سیف، رضا علامه‌زاده، کاظم علمداری و رضا فانی یزدی اشاره کرد. کانون نویسندگان ایران نیز در بیانیه‌ای نوشت: در کشوری که به‌تازگی نماینده‌اش در کمیسیون حقوق بشر سازمان ملل متحد اعلام کرد ایران آزادترین کشور جهان است، اقتصاددانی را ظاهراً به اتهام اظهارنظر دربارهٔ «طرح تعدیل اقتصادی و حذف یارانه‌ها» بازداشت می‌کنند.
ناصر زرافشان، وکیل مدافع رئیس‌دانا گفت تا مدت‌ها به رغم تلاش‌های بسیار و مراجعه‌های بسیار به دادستان تهران، موفق به ملاقات با موکلش، به تأیید رساندن وکالت نامه‌اش، و خواندن پرونده نشده‌است. فرشین کاظمی نیا، سخنگوی کمپین آزادی فریبرز رئیس‌دانا گفت: «آقای رئیس‌دانا به دلیل ابراز عقیده و نگاه کارشناسی‌اش به مسائل، مشکلات و اقتصاد ایران بازداشت شد» و افزود: «بر حسب مبانی حقوق بشر و آزادی بیان، ایشان هیچ جرمی مرتکب نشده‌است و بنابراین، ما خواستار آزادی فوری سریع ایشان هستیم.»

### ۱۳۹۱
فریبرز رئیس‌دانا در ۱ خرداد ۱۳۹۱ برای اجرای حکم یک سال زندان خود بازداشت و به زندان اوین فرستاده شد. او ۲۶ فروردین ۱۳۹۲ از زندان اوین آزاد شد. اما از آن پس تدریس و کارهای دانشگاهی‌اش محدود شد.
او از سال ۱۳۸۵ امکان تدریس دانشگاهی نداشت اما دانشجویانی بودند که همچنان از او به عنوان استاد مشاور کمک می‌گرفتند. رئیس دانا همیشه برای سخنرانی در دانشگاه‌های سراسر کشور از تبریز تا اهواز و اصفهان … آماده بود.

### ۱۳۹۶
فریبرز رئیس‌دانا در تاریخ هشتم مرداد ماه ۱۳۹۶ پیش از سخنرانی در سندیکای رانندگان اتوبوس استان تهران توسط نیروی‌های انتظامی و امنیتی بازداشت شد و از ورود وی به جلسه جلوگیری کردند.

## دهه پایانی و مرگ
پس از آزادی از زندان، تدریس و کارهای دانشگاهی رئیس‌دانا محدود شد؛ همچنین از سال ۱۳۹۵–۱۳۹۴ درگیر سرطان پروستات بود.
او شب ۱۹ اسفند به وسیله آمبولانس اورژانس به بیمارستان منتقل شد و ۲۶ اسفند ۱۳۹۸ (در خواب مصنوعی) در بیمارستان درگذشت.
مزار وی در روستای پدری اش ابراهیم‌آباد قرار دارد.

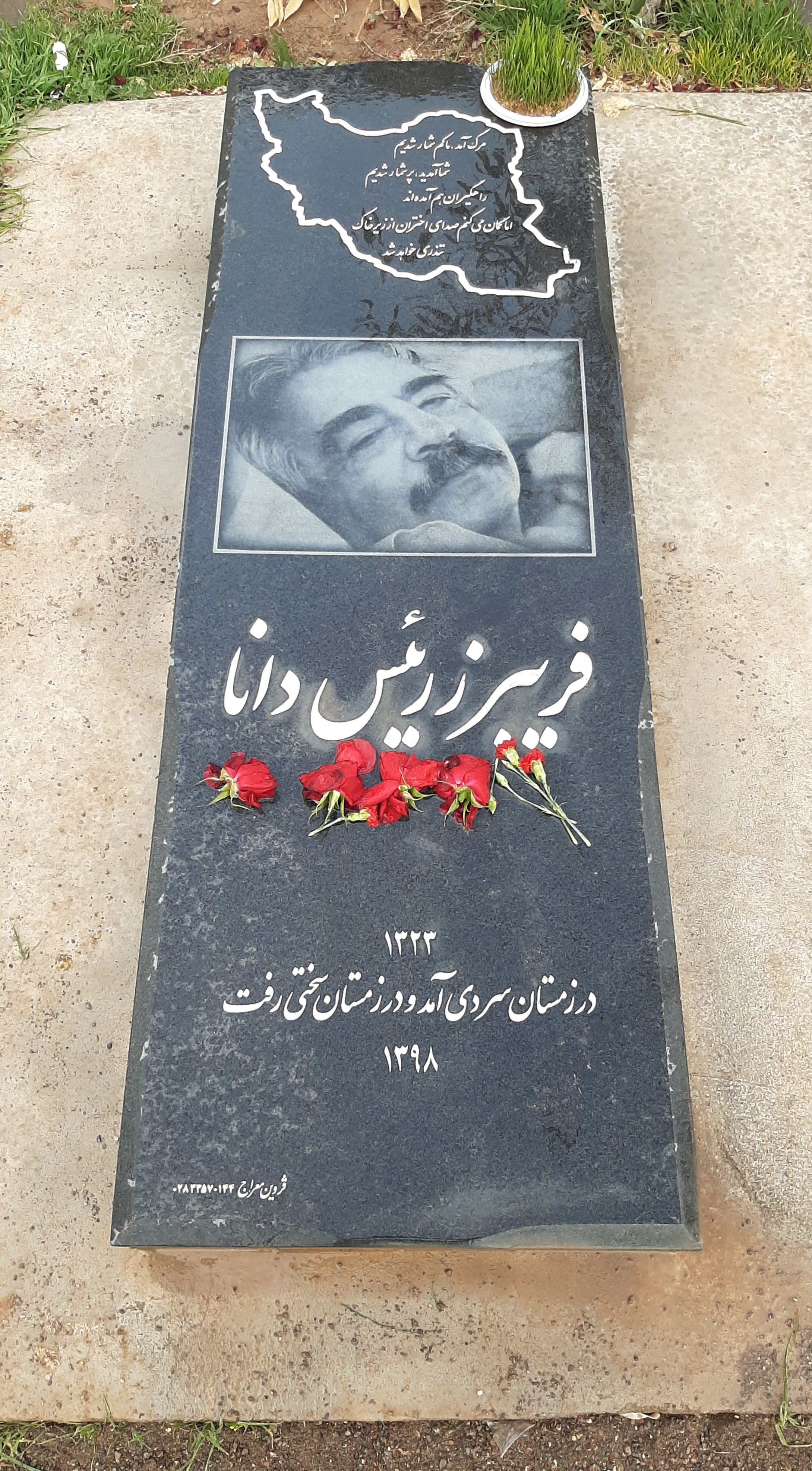

## دیدگاه‌ها
رئیس‌دانا که اقتصاددانی چپ‌گرا بود علاوه بر کار تخصصی در زمینهٔ پژوهش و تدریس رشتهٔ اقتصاد، به کارهای سیاسی، اجتماعی، ادبی و مطبوعاتی نیز می‌پرداخت و در جریان‌های روشنفکری در ایران به حوزه دموکراسی، عدالت اجتماعی و سوسیالیسم علاقه‌مند بود. با سیاست‌های لیبرالی و نولیبرال مخالف بود و آنها را مغایر با منافع کارگران و زحمت‌کشان می‌دانست. نگاه او معطوف به قدرت نبود و با صاحب منصبان معاشرت نداشت. رئیس‌دانا هوادار همه‌جانبه کارل مارکس، فیلسوف بی‌اعتقاد به مالکیت خصوصی بود. او همزمان با داشتن دانش اقتصادی بالا، مسائل جهانی را بسیار خوب می‌شناخت و همچنین در حوزه‌های هنر و فرهنگ مانند نقاشی، شعر، ادبیات، سینما و مسائل علوم اجتماعی نیز بااطلاعات بود.

ماهنامهٔ صنعت حمل و نقل شماره ۳۷۷ خود را در اردیبهشت ماه ۱۳۹۹ به وی اختصاص داد.

### سرمایه‌داری
رئیس‌دانا استدلال می‌کرد که شکاف مطلق در جهان افزایش یافته‌است. درنتیجه شکاف بین کشورهای دارا و فقیر افزایش یافته‌است و این افزایش شکاف مطلق، نتیجه اجرای سیاست‌های اقتصادی نولیبرالی است. همین وضعیت در داخل ایران نیز حاکم است.
رئیس‌دانا منتقد سرشناس و جدی سیاست‌های تعدیل اقتصادی در دوران سازندگی و خصوصی‌سازی در ایران بود. او خودش را از مدافعان عدالت اجتماعی معرفی می‌کرد و در پاسخ به این پرسش الشرق الاوسط که سرمایه‌داری را نفی می‌کند یا نه، گفته بود: «سرمایه‌داری را نه یک‌سره می‌توان نفی کرد نه یک سره پذیرفت. من از آن دسته آدم‌های افراطی نیستم که یا عاشق بازار باشم یا عاشق استالین. من از عدالت اجتماعی صحبت می‌کنم. افراطی نباید فکر کرد. سرمایه‌داری ارزش‌های فراوانی را هم ایجاد کرده و هنوز دارد به وجود می‌آورد.» از نظر او «آزادسازی اقتصادی همان آزادی در اقتصاد و سیاست نیست» و از این رو منتقد «انتقال منابع و سرمایه‌ها به گروه‌های خاص» بود.

### دولت‌ها در ایران
رئیس‌دانا بر این نظر بود که «اقتصاد ایران، گروگان گروه‌های خاص است و تنها دست‌به‌دست می‌شود» و دولت‌ها را تنها لایهٔ رویی می‌دانست. معیاری که رئیس‌دانا برای ارزیابی دولت‌ها داشت، شیوه برخورد هر دولت با سندیکاها و تشکل‌ها و بهایی که به آنها می‌دادند بود. به همین دلیل منتقد جدی سیاست‌های دولت هاشمی رفسنجانی، احمدی‌نژاد و حسن روحانی بود. او بنا به همین معیار معتقد بود دولت احمدی‌نژاد راست‌ترین دولت بود. تفاوت رئیس‌دانا با اقتصاددانان نهادگرا مانند فرشاد مؤمنی و محمد ستاری‌فر (اقتصاددانان مسلمان و حلقهٔ پیرامون میرحسین موسوی) در این بود که نهادگراها از دولت حسن روحانی پشتیبانی کردند. اما رئیس‌دانا موافق دولت روحانی نیز نبود. هر دو گروه مخالف دولت محمود احمدی‌نژاد بودند.
رئیس‌دانا مشکل ذاتی خصوصی‌سازی را این می‌داند که «آن بخش خصوصی که می‌خواهد از هیچ و پوچ ساخته شود، از یک سری رانت‌ها بهره می‌برد» و با اجرای سیاست تعدیل ساختاری به جای آن که منابع ملی در اختیار مردم قرار بگیرد، به بخش‌هایی «تحت عنوان خصوصی» منتقل می‌شود.
وی مخالف تجارت خارجی، عضویت در سازمان تجارت جهانی، خصوصی‌سازی، گسترش بانک‌ها و حذف نظارت بر آنها و موافق دادن کوپن حمل و نقل رایگان به کارگران و بالا بردن دستمزد کارگران بود.

### اقتصاد بین‌الملل
رئیس‌دانا دلار آمریکا را «یک واحد پولی سلطه‌گر امپریالیستی» می‌دانست که این هژمونی از دولت ریچارد نیکسون در ۱۹۷۱ (میلادی) مستحکم‌تر شد. مبادلات جهانی و ذخیره‌سازی جهانی با دلار انجام می‌شود. هر بار که پول کشوری بخواهد جانشین دلار آمریکا شود با سرکوب مواجه می‌شود. نمونه آن سقوط دولت قذافی و کشتار در لیبی است. برای سازندگان دلار جایگزین انواع توطئه‌ها، تحریم‌ها و گرفتاری‌ها ایجاد می‌شود. حتی روسیه با کاهش مصنوعی قیمت نفت با کمک عربستان سعودی کنترل می‌شود تا قصد ایجاد ارز جایگزین نداشته باشد.

### سیاست‌های اقتصادی ایران
رئیس‌دانا منتقد معروف و جدی سیاست‌های تعدیل اقتصادی در دوران سازندگی و خصوصی‌سازی در ایران بود. رئیس‌دانا معتقد بود سیستم ایران نولیبرالیسم است و با فساد در ایران پیوند خورده‌است. به عبارتی، نولیبرالیسم «به جان جامعه ایران افتاده» و در حال نابود کردن آن است. همچنین همه روندهای اجتماعی – انسانی در جامعه ایران را کالایی‌شده می‌دید. همچنین او معتقد بود جامعه ایران به فضای باز سیاسی و اجتماعی نیاز دارد.
رئیس‌دانا دولت احمدی‌نژاد را راست‌گراترین دولت می‌دانست و گفته‌است «زمان احمدی‌نژاد اتحادیه‌های کارگری بیشترین ضربه را خوردند. بیشترین واردات در دوران او انجام شد. سندیکاها در این دوره تعطیل شدند. نظارت‌ها در این دوره برداشته شد و بیشترین خصوصی‌سازی در این زمان انجام شد و صندوق بین‌المللی پول به خاطر خصوصی‌سازی از احمدی‌نژاد تشکر کرد.» رئیس‌دانا در انتقاد از طرح هدفمندی یارانه‌ها در دوره احمدی‌نژاد گفته بود: «دولت آقای احمدی‌نژاد از طریق شوک درمانی وارد نشده، از طریق توهّم درمانی وارد شده. یارانه‌ها را در واقع و به تدریج و قطعه‌قطعه حذف کرده‌اند و حالا دارند به جای آنها مقداری پول به حساب مردم می‌ریزند تا از توهّم پولی مردم محروم استفاده کنند. دولت‌های هاشمی و خاتمی هم می‌خواستند یارانه‌ها را حذف کنند اما توان و نیروی نظامی نداشتند. من از یارانه برای طبقات محروم دفاع می‌کنم اما این جور که یارانه‌ها را قطع کنی و به جای آن پولی بدهی به رفاه همگانی نمی‌انجامد.»
رئیس‌دانا معتقد بود وقتی شکاف طبقاتی به شکلی تاریخی-انضمامی مورد بررسی قرار می‌گیرد درمی‌یابیم ریشه آن اجرای سیاست‌های تعدیل ساختاری است. این سیاست‌گذاری‌های اقتصادی نولیبرالی از دولت سازندگی شروع شد و به‌طور ذاتی موجب تشدید شکاف طبقاتی می‌شود. به گفته رئیس‌دانا، «به زبانی ساده، این سیاست‌ها ثروتمندان را ثروتمندتر و فقرا را فقیرتر کرد.» سیاست‌های تعدیل ساختاری شامل مواردی چون کاهش پشتیبانی‌های رفاهی و دستمزدی، قانون حداقل دستمزد، کاهش سیاست‌های رفاهی و یارانه‌ای، پروژه خصوصی‌سازی در ایران، ایجاد بنگاه‌های بزرگ «خصولتی» می‌شوند. او معتقد بود زیرساخت‌ها در اقتصاد ایران تا اندازه‌ای ایجاد شدند. اما این زیرساخت‌ها هیچ‌گاه در خدمت توسعه همگانی قرار نگرفتند. به گفته او «احتمالاً اجرای این سیاست‌ها با بخشی از لایه‌های اقتصادی مراکز قدرت، آمیختگی دارند؛ اما دولت‌های مختلف به شکل‌های مختلفی این سیاست را پیش برده‌اند.» او برای داشتن دیدگاه صحیح از شکاف طبقاتی، استدلال می‌کند که باید شکاف مطلق و نه شکاف نسبی را اندازه‌گیری کرد. این شکاف طبقاتی، محرومیت‌های تحصیلی و آموزشی را افزایش داد.

### روابط بین‌الملل در ایران
به عقیده رئیس‌دانا دولت ایران در روابط بین‌المللی «سطحی کاری می‌کند، به مباحث سطحی می‌پردازد. برخوردهای سیاسی مقابله‌ای را به جای روابط اساسی اقتصاد سیاسی می‌نشاند» و متوجه سلطه دلار نیست.

### محمد مصدق
رئیس‌دانا به محمد مصدق علاقه و احترام زیادی داشت که بعدها نیز با وجود نقدهایش ادامه یافت. او شعر «قطعه‌ای آرام، از درون بی‌تاب» را هم در سال ۱۳۴۵ دربارهٔ مصدق سرود. او گفته بود: «از نظر من محمد مصدق یکی از شخصیت‌های والا، بی‌نظیر و رهبر یکی از دمکراتیک‌ترین جنبش‌های تاریخ ایران و شرق بوده‌است. با این وجود بنده همواره نسبت به محمد مصدق و رویکردی که در پیش گرفت انتقاداتی داشته‌ام.» به تحلیل او مصدق سه مطالبه را مطرح کرد: ۱- انتقال مالکیت نفت ایران از دست استعمارگران به ملت ایران، ۲- اصلاح قانون انتخابات و آغاز دموکراسی در ساختار سیاسی استبدادزده دوران محمدرضا پهلوی ۳- دغدغه‌های اجتماعی مانند بیمه، بالابردن حقوق معلمان و کارگران، پشتیبانی‌های سندیکایی و گرفتن ۱۰٪ از سود مالکان به سود مردم. او معتقد بود در جریان کودتای ۲۸ مرداد ۱۳۳۲ سرمایه‌داری بازار، استعمار بریتانیا، منافع ملاکان و اربابان، علیه اراده ملت و محمد مصدق قرار داشت. همچنین بخشی از نیروهای قشر سنتی از کودتاچیان پشتیبانی کردند که موجب مشروعیت بخشیدن به اقدام علیه مصدق شد. رئیس‌دانا نقد اقتصاددانان راست‌گرای مرید فریدریش آوگوست فون هایک بر مصدق را رد می‌کند ولی نقدهای خود را دارد. به باور او اشتباه مصدق این بود که «با توجه به مقبولیت سیاسی که در بین توده‌های مردم پیدا کرده بود سازماندهی جبهه ملی را گسترده‌تر نکرد و جبهه ملی را به یک جبهه فراگیر تبدیل نکرد.» او معتقد بود مصدق لازم داشت برای این مبارزه سیاسی، سازماندهی سیاسی و تشکیلاتی به وجود آورد.

### قرارداد ترکسل
رئیس‌دانا در چالش قرارداد شرکت ترکسل با ایران، حامی مجلس بود که سهام این شرکت را از ۷۰٪ به ۴۹٪ کاهش داد. او این کار مجلس را برابر قانون اساسی ایران می‌دانست که «در قوانین ناظر بر سرمایه‌گذاری خارجی حق مجلس در نظارت و تأیید قراردادهای خارجی تصریح شده‌است.» و این امتیاز اقتصادی را مربوط به اصل حاکمیت ملی کشورها می‌دانست. اما معتقد بود «در صورت کارآمدی دولت در برگزاری مناقصه‌های بین‌المللی به صورت شفاف، قطعاً امکان یافتن شرکای دیگر می‌توانست وجود داشته باشد.»

### تحریم‌ها علیه ایران
رئیس‌دانا هدف تحریم‌های آمریکا علیه ایران را تحت فشار قرار دادن مردم برای شورش و تغییر حکومت می‌دانست. به گفتهٔ او «فکر می‌کنند با زیر فشار قرار دادن مردم، باید از آن‌ها مردمی ساخت که برای تغییر اساسی در کشور اقدام کنند. این روش قابل قبولی برای آزادی‌خواهان نیست. اما ممکن است چنین اتفاقاتی بیفتد.» او تحریم‌ها را موجب شدیدتر شدن فاصله طبقاتی می‌دانست چراکه ثروتمندان هم با ساخت قدرت در ایران روابط دارند و هم در اثر تورم ارزش دارایی‌ها و حاشیه سودشان بالاتر می‌رود. اما در این تورم دستمزدها افزایشی پیدا نکرد. اما تحریم‌کننده خواهان حرکت چپ‌گرایانه در ایران نیست. چون در راس خواسته‌های حرکت چپ گرایانه، حذف مداخله آمریکا و امپریالیست‌ها در کشور است.

### نقد روشنفکر لیبرال
رئیس‌دانا مخالف روشنفکرانی لیبرال همچون هایک و پوپر بود. به عقیده او هایک و پوپر تسلیم نظام سرمایه‌داری شده‌اند و توجیه‌گر جنایات نظام سرمایه‌داری هستند.

### خوش‌پوشی
رئیس‌دانا خوش‌پوش بود، کراوات می‌بست و زندگی مدرنی داشت. به گفته ناصر فکوهی، «این شیک‌پوشی از نظر وی، گونه‌ای رویارویی عملی و نظری با روندهای لمپنیسم اجتماعی بود که در جامعه ما اوج می‌گرفتند و البته برای نشان دادن گرایش خودش به غیرکانفورمیست بود. اما هرگز یک ژست و ادای روشنفکرانه یا چیزی از این دست نبود.»

### تألیف
- پ‍ول و ت‍ورم، نوشتهٔ ف‍رخ ق‍ب‍ادی، ف‍ری‍ب‍رز رئ‍ی‍س‌دان‍ا، ت‍ه‍ران: پ‍ی‍ش‍ب‍رد: پ‍اپ‍ی‍روس، ۱۳۶۸.
- ک‍م ت‍وس‍ع‍گ‍ی اج‍ت‍م‍اع‍ی-اق‍ت‍ص‍ادی، ت‍ه‍ران: ن‍ش‍ر ق‍طره، ۱۳۷۱.
- ام‍وز و ن‍ی‌ه‍ا: چ‍ه‍ارده م‍ق‍ال‍ه در گ‍س‍ت‍رده ای‍ران و ج‍ه‍ان، تهران: س‍م‍ر، ۱۳۷۱.
- ب‍ررس‍ی‌ه‍ای‍ی در آس‍ی‍ب‌ش‍ن‍اس‍ی اج‍ت‍م‍اع‍ی ای‍ران، ت‍ه‍ران: س‍ازم‍ان ب‍ه‍زی‍س‍ت‍ی ک‍ش‍ور، دان‍ش‍گ‍اه ع‍ل‍وم ب‍ه‍زی‍س‍ت‍ی و ت‍وان‍ب‍خ‍ش‍ی، ۱۳۷۹؛ چاپ دوم: دف‍ت‍ر پ‍ژوه‍ش‌ه‍ای ف‍ره‍ن‍گ‍ی، ۱۳۸۰.
- ب‍ررس‍ی‌ه‍ای ک‍ارب‍ردی ت‍وس‍ع‍ه و اق‍ت‍ص‍اد ای‍ران (۳ جلد)، ت‍ه‍ران: چشمه، ۱۳۸۰.
- اق‍ت‍ص‍اد س‍ی‍اس‍ی ت‍وس‍ع‍ه، ت‍ه‍ران: ن‍گ‍اه، ۱۳۸۱.
- دم‍وک‍راس‍ی در ب‍راب‍ر ب‍ی‌ع‍دال‍ت‍ی، ت‍ه‍ران: ع‍ل‍م، ۱۳۸۱.
- ج‍ه‍ان‍ی‌س‍ازی ق‍ت‍ل ع‍ام اق‍ت‍ص‍ادی، ت‍ه‍ران: ن‍گ‍اه، ۱۳۸۳.
- روی‍ک‍رد و روش در اق‍ت‍ص‍اد، ت‍ه‍ران: آگ‍اه، ۱۳۸۳.
- گ‍ف‍ت‌آم‍ده‍ای‍ی در شعر معاصر ایران: زمینه‌های اجتماعی و سیاسی، ت‍ه‍ران: دیگر، ۱۳۸۵.
- آزادی و سوسیالیسم: چند بحث و نظر، تهران: دیگر، ۱۳۸۵.
- یادی از خیالی (دفتر شعر)، تهران: نگاه، ۱۳۸۶.
- گ‍ف‍ت‌آم‍ده‍ای‍ی در ادب‍ی‍ات، ت‍ه‍ران: ن‍گ‍اه، ۱۳۸۶.
- چند کاوش در سیاست و جامعه، تهران: گل‌آذین، ۱۳۹۴.
- منش روشنفکری، تهران: گل‌آذین، ۱۳۹۶.
- رهایی بشر: عدالت، آزادی و دولت، تهران: نگاه.

### ترجمه
- اق‍ت‍ص‍اد س‍ی‍اس‍ی ش‍ه‍ری و م‍ن‍طق‍ه‌ای، نوشتهٔ م‍ات‍ی‍و ادل، برگردان ف‍ری‍ب‍رز رئ‍ی‍س‌دان‍ا، ت‍ه‍ران: ن‍ش‍ر ق‍طره، ۱۳۸۰.
- بربریت واقعاً موجود (?Violence Today-Actually Existing Barbarism)، ویراسته لئو پانیچ و کالین لیز، ترجمه فریبرز رئیس‌دانا، تهران: نگاه، ۱۳۹۳.

### گفتگو
- دول‍ت دی‍ن‍ی، دی‍ن دول‍ت‍ی، گفتگوی محمد قوچانی با حسن یوسفی اشکوری، عباس عبدی، امیر محبیان، عمادالدین باقی، فریبرز رئیس‌دانا، مجید محمدی، ت‍ه‍ران: س‍رای‍ی، ۱۳۷۹.
- ج‍ه‍ان‍ی‌س‍ازی و ج‍ه‍ان م‍ا: گ‍ف‍ت‍گ‍و ب‍ا ف‍ری‍ب‍رز رئ‍ی‍س دان‍ا، م‍ازی‍ار ص‍ال‍ح‍ی و ن‍ی‍م‍ا ک‍وه‍ب‍ن‍ان، ت‍ه‍ران: آروی‍ج، ۱۳۸۴.

### مجموعه مقاله
- ن‍و م‍درن‌ه‍ا ک‍ج‍ای‍ن‍د؟: م‍ج‍م‍وع‍ه م‍ق‍ال‍ه‌ه‍ای م‍ع‍م‍اری و ش‍ه‍رس‍ازی، ن‍وش‍ت‍ه و برگردان از م‍ح‍م‍درض‍ا ج‍ودت و ه‍م‍ک‍اران، ه‍م‍راه ب‍ا دو م‍ق‍ال‍ه از ف‍ری‍ب‍رز رئ‍ی‍س‌دان‍ا، وی‍رای‍ش ح‍م‍ی‍د خ‍ادم‍ی، ت‍ه‍ران: پ‍ی‍ام، ۱۳۷۲؛ چاپ دوم دف‍ت‍ر ن‍ش‍ر م‍ع‍ان‍ی، ۱۳۷۳؛ چاپ سوم: گ‍ن‍ج ه‍ن‍ر، ۱۳۸۴.
- فقر در ایران (مجموعه مقالات)، زیرنظر فریبرز رئیس‌دانا، ژاله شادی‌طلب، پرویز پیران، ویرایش و تنظیم حسن رفیعی، سعید مدنی (قهفرخی)، تهران: دانشگاه علوم بهزیستی و توانبخشی، ۱۳۷۹.
- م‍ع‍م‍اری دی‍ک‍ان‍س‍ت‍راک‍ش‍ن، م‍ع‍م‍اری دی‍ک‍ان‍س‍ت‍راک‍ت‍ی‍وی‍س‍ت: م‍ج‍م‍وع‍ه، م‍ق‍ال‍ه‌ه‍ای م‍ع‍م‍اری و ش‍ه‍رس‍ازی، ن‍وش‍ت‍ه و برگردان از م‍ح‍م‍درض‍ا ج‍ودت و دی‍گ‍ران، ه‍م‍راه ب‍ا ی‍ک م‍ق‍ال‍ه از ف‍ری‍ب‍رز رئ‍ی‍س‌دان‍ا، ت‍ه‍ران: گ‍ن‍ج ه‍ن‍ر، ۱۳۸۵.
- شهر و زمین‌لرزه: رویکردی چندرشته‌ای به علل مرگباری زمین‌لرزه در شهرهای ایران، گردآوری و تدوین اعظم خاتم، با مقالاتی از اعظم خاتم، خسرو زرتاب، فریبرز رئیس‌دانا، پرویز اجلالی، شیرزاد عبداللهی، مجید روستا، گیتی اعتماد، ژان فرانسوا پروز، مینا سعیدی، زهرا زهرایی، تهران: آگه، ۱۳۸۹.